# Ratko Perić
Mons. Ratko Perić (* 2. února 1944, Tuk) je chorvatský římskokatolický kněz, v letech 1993-2020 biskup diecéze Mostar–Duvno.

## Život
Narodil se 2. února 1944 v Tuku, jako syn Grga a Anice Perićových. Pokřtěn byl 5. února 1944 v kostele Nejsvětější Trojice v Rovišće. Základní školu navštěvoval v Rotimlje a v Crnići. Roku 1959 vstoupil do kněžského semináře v Záhřebu kde také v tomto městě studoval filosofii. Roku 1965 odešel studovat teologii do Říma. Na Papežské univerzitě Urbaniana získal v červnu 1969 s tezí „Role kardinála Stepinace ve vztazích mezi církví a státem“ licenciát. Dne 13. dubna 1969 byl vysvěcen na jáhna. Na kněze byl vysvěcen 29. června 1969 biskupem Petarem Čulem.
Po vysvěcení pokračoval v studiu na Urbanianě, kde roku 1971 získal doktorát. Stal se profesorem historie a řečtiny na Gymnáziu v Dubrovníku. Dále byl profesorem ekumenické teologie na Vrhbosnanské teologické katolické fakultě, východní teologie na Katolické teolegické fakultě v Záhřebu, ekumenické teologie na Papežské univerzitě Gregoriana v Římě, ekleziologie a mariologie na Teologickém institutu v Mostaru.
Roku 1979 se stal rektorem Chorvatské papežské koleje sv. Jeronýma.
Dne 29. května 1992 byl jmenován papežem Janem Pavlem II. biskupem koadjutorem diecéze Mostar–Duvno. Biskupské svěcení přijal 14. září 1992 z rukou kardinála Franja Kuhariće a spolusvětiteli byli arcibiskup Josip Uhač a biskup Pavao Žanić.
V letech 1990-1995 byl konzultorem Kongregace pro klérus, 1993-2003 konzultorem Kongregace pro evangelizaci národů a 1995-2000 členem Papežské rady Cor Unum.
Dne 24. července 1993 nastoupil na místo biskupa diecéze Mostar–Duvno. V této diecézi se nachází známé poutní místo Međugorje. K otázce pravosti údajných međugorských zjevení má biskup Perić negativní postoj.
V roce 2019 dovršil kanonický věk 75 let, o rok později emeritován a odešel na odpočinek.